# Девід Сімен
Девід Сімен (англ. David Seaman, * 19 вересня 1963, Ротергем) — англійський футболіст, воротар.
Насамперед відомий виступами за клуб «Арсенал», а також національну збірну Англії.
Триразовий чемпіон Англії. Чотириразовий володар Кубка Англії. Володар Кубка англійської ліги. Володар Кубка Кубків УЄФА. 

## Клубна кар'єра
Вихованець футбольної школи клубу «Лідс Юнайтед».
У дорослому футболі дебютував 1982 року виступами за команду клубу «Пітерборо Юнайтед», в якій провів два сезони, взявши участь у 91 матчі чемпіонату. 
Згодом з 1984 по 1990 рік грав у складі команд клубів «Бірмінгем Сіті» та «Квінс Парк Рейнджерс».
Своєю грою за останню команду привернув увагу представників тренерського штабу клубу «Арсенал», до складу якого приєднався 1990 року. Відіграв за «канонірів» наступні тринадцять сезонів своєї ігрової кар'єри. Більшість часу, проведеного у складі лондонського «Арсенала», був основним голкіпером команди. За цей час тричі виборював титул чемпіона Англії, ставав володарем Кубка Англії (чотири рази), володарем Кубка англійської ліги, володарем Кубка Кубків УЄФА.
Завершив професійну ігрову кар'єру у клубі «Манчестер Сіті», за команду якого виступав протягом 2003—2004 років.

## Виступи за збірну
1988 року дебютував в офіційних матчах у складі національної збірної Англії. Протягом кар'єри у національній команді, яка тривала 15 років, провів у формі головної команди країни 75 матчів. 
У складі збірної був учасником чемпіонату Європи 1996 року в Англії, на якому команда здобула бронзові нагороди, чемпіонату світу 1998 року у Франції, чемпіонату Європи 2000 року у Бельгії та Нідерландах, а також чемпіонату світу 2002 року в Японії і Південній Кореї.

## Досягнення

### Командні
- Чемпіон Англії:

«Арсенал»: 1990–91, 1997–98, 2001–02
- Володар Кубка Англії:

«Арсенал»: 1992–93, 1997–98, 2001–02, 2002–03
- Володар Кубка англійської ліги:

«Арсенал»: 1992–93
- Володар Суперкубка Англії:

«Арсенал»: 1991 (спільний), 1998, 1999, 2002
- Володар Кубка Кубків УЄФА:

«Арсенал»: 1993–94

### Особисті
- Гравець місяця кубку Англії з футболу 1994–95 — Квітень